# Der Bund
Pour les articles homonymes, voir Bund (homonymie).
Der Bund est un quotidien suisse régional de langue allemande, édité à Berne depuis 1850.

## Histoire et description

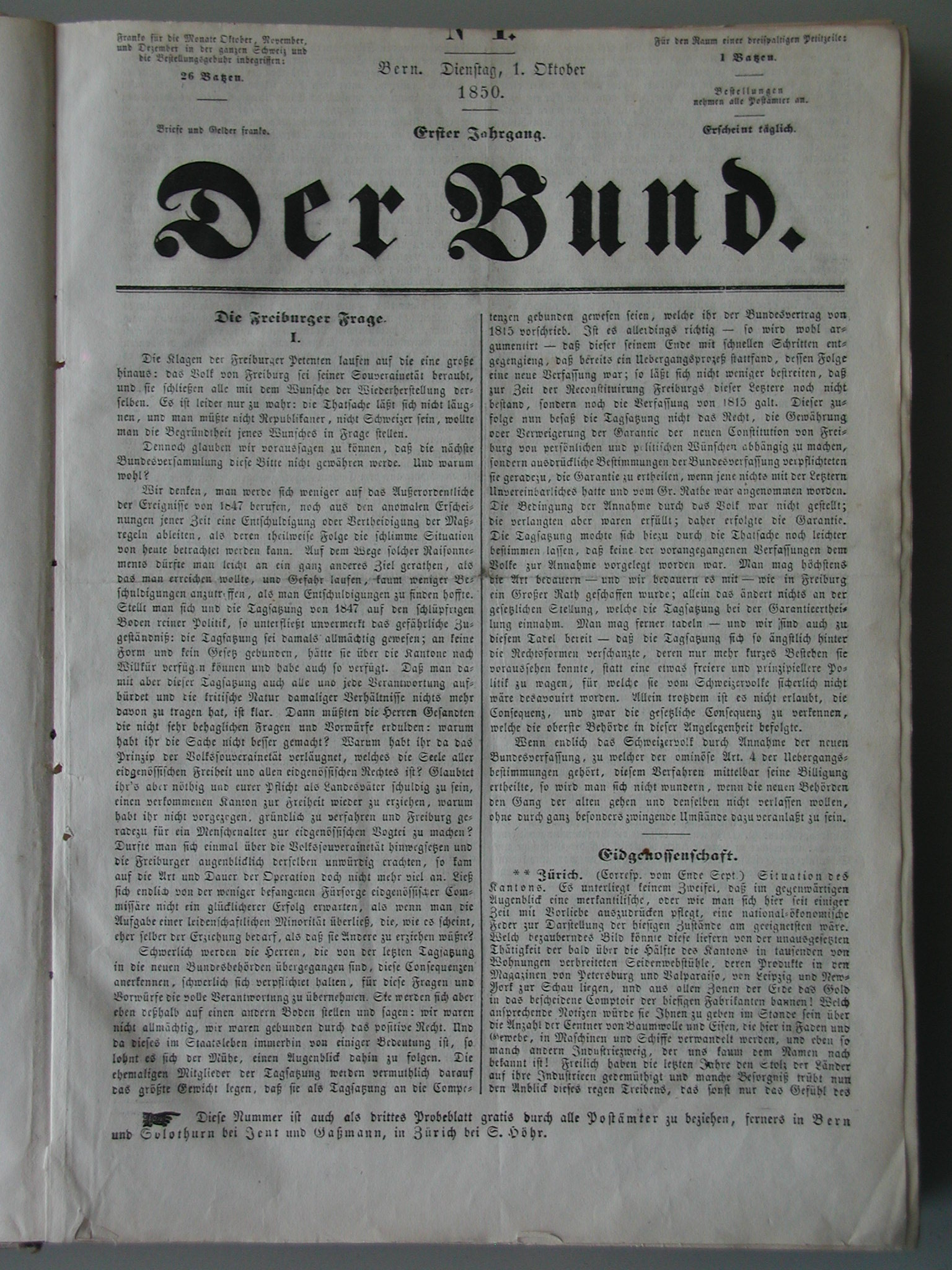
Première édition de Der Bund, 1850

À sa création, le journal se veut le porte-parole de la politique fédérale (son nom signifie « La Confédération ») et champion de la nouvelle Constitution et défend les principes du radicalisme.
De 1890 à 1967, le journal paraît deux fois par jour. Il participe en 1895 à la création de l'Agence télégraphique suisse.
En 1893, il installe la première machine à composer Suisse et, en 1976, remplace pour la première fois en Europe la typographie par la photocomposition. L'ensemble de la rédaction travaille sur écran à partir de 1983.
Vers la fin des années 1980, le Bund connaît des difficultés financières dues à un fort recul des annonces et à la concurrence grandissante de la Berner Zeitung. Des médias extérieurs (Ringier, Neue Zürcher Zeitung, Publicitas) acquièrent des paquets d'actions plus ou moins importants à partir de 1992.
En 1995, la Neue Zürcher Zeitung reprend la direction opérationnelle du Bund et en 1998 80 % (45 % en 1994-1998) du capital-actions.
En 2004, le journal est racheté par Espace Media, dont l'actionnaire principal est depuis 2007 la société Tamedia. Espace Media Groupe tient aussi la Berner Zeitung, avec laquelle il forme le « modèle bernois » : les deux journaux ont des rédactions indépendantes (à part la rédaction de sport, commune jusqu'en 2009) mais ils sont édités et imprimés par le même éditeur et ils contiennent la même publicité.
À partir de l'automne 2009, le Bund travaille étroitement avec le Tages-Anzeiger : les deux journaux forment une rédaction commune pour couvrir l'actualité politique fédérale, placée sous la responsabilité du Bund et le Tages-Anzeiger livre les articles consacrés à l'économie et à la culture. Le supplément du samedi du Bund, Der kleine Bund, consacré aux questions culturelles et sociales, paraît désormais tous les jours comme quatrième cahier du quotidien.
Depuis 2018, les rubriques Suisse, monde, économie et sport sont communes à tous les quotidiens de même langue du groupe Tamedia.
Les rédactions du Bund et de la Berner Zeitung fusionnent en 2021,.

### Rédacteur en chef
- depuis juillet 2022 : Isabelle Jacobi[6]
- 2015 - début 2022 : Patrick Feuz[7],[8]
- 2007 - 2014 : Artur K. Vogel[9]
- 2001 - 2006 : Hanspeter Spörri[10]
- 1995 - 2000 : Konrad Stamm[11]
- 1989 - 1995 : Peter Ziegler[12]
- 1987 - 1989 : Andreas Christoph Kurz[13]
- 1985 - 1987 : Hans Stark[13]
- 1964 - 1984 : Paul Schaffroth[13]
- 1941 - 1964 : Walter Egger[13]
- 1925 - 1941 : Ernst Schürch[13]
- 1890 - 1925 : Michael Bühler[13]
- 1882 - 1890 : Konrad Eggenschwyler[13]
- 1875 - 1882 : Franz Limacher[13]
- 1866 - 1874 : Johann Karl Tscharner[13]
- 1850 - 1864 : Abraham Roth (de facto)[13]

#### Rédacteur en chef des rubriques communes à l'ensemble des journaux de langue allemande du groupe Tamedia
- depuis mars 2023 : Raphaela Birrer[14]
- 2018 - 2023 : Arthur Rutishauser[14]

### Tirage et lectorat
- 2022 : 32 302 exemplaires[15]

- 2018 : 37 800 exemplaires[1]

Les lecteurs du journal sont plutôt urbains et se trouvent surtout dans la ville de Berne.